# Джорджтаунски университет
Джорджтаунският университет (на английски: Georgetown University) е американски частен университет в град Вашингтон. Разположен е в квартала Джорджтаун, откъдето идва името му.
Джорджтаунският университет е основан на 23 януари 1789 година от Джон Керъл, първият американски католически епископ, и е най-старият и най-престижен католически университет в страната. Днес там работят над 2 хиляди преподаватели и се обучават над 17 хиляди студенти и докторанти.

## Известни личности
Преподаватели
- Синтия Вакарелийска (р. 1951), филоложка
- Мадлин Олбрайт (р. 1937), политик
- Фриц Рингър (1934-2006), историк

Студенти и докторанти
- Абдула II (Йордания) (р. 1962), крал на Йордания
- Сюзън Бък-Морс (р. ?), философка
- Робърт Гейтс (р. 1943), политик
- Жаклин Кенеди Онасис (1929-1994)
- Вера Рубин (р. 1928), астрономка
- Фелипе VI (р. 1968), крал на Испания